# Mark Foley
Mark Adam Foley (ur. 8 września 1954) – amerykański polityk pochodzenia polskiego (rodzina pochodzi z Nowego Sącza) i były członek Izby Reprezentantów z ramienia Partii Republikańskiej, gdzie reprezentował 16. okręg wyborczy Florydy oraz pełnił funkcję przewodniczącego podkomisji do spraw zaginionych i wykorzystywanych dzieci (ang. House Caucus on Missing and Exploited Children). Podczas dziesięcioletniej kariery w Izbie Reprezentantów, wsławił się walką z dziecięcą pornografią i złożeniem wielu projektów radykalnych ustaw, które miałyby zapobiegać pedofilii w Internecie.
Foley zrezygnował z pełnionych funkcji 29 września 2006 roku w atmosferze skandalu, gdy program ABC News ujawnił, że prowadził z nieletnimi chłopcami przez komunikator internetowy rozmowy o podłożu seksualnym, a także próbował umawiać się na intymne spotkania ze swymi rozmówcami. Doniesienia te zaowocowały także wszczęciem dochodzenia przez FBI. Postępowanie zostało jednak umorzone z powodu braku wystarczających dowodów na molestowanie chłopców oraz ze względu na dobro poszkodowanych. W 2008 r. Foley udzielił wywiadu Associated Press, w którym przyznał, że popełnił błąd. Tłumaczył, że wpływ na jego zachowanie mogło mieć wykorzystywanie go w wieku 12 lat przez księdza. Wspomniany ksiądz potwierdził, że miewał kontakty seksualne z Foleyem, nie uważał ich jednak za krzywdzące dla chłopca.
Według niektórych źródeł, przedstawiciele Partii Republikańskiej byli świadomi zachowań Foleya już w 2001 roku, ale zostało to zatajone, by uniknąć możliwej utraty głosów w tym okręgu.